# Wenceslau Braz (Minas Gerais)
Pour les articles homonymes, voir Wenceslau Braz et Braz.
Wenceslau Braz est une municipalité brésilienne de l'État du Minas Gerais et la Microrégion d'Itajubá.